# Natalya Grinina
Natalya Grinina (en russe : Наталья Гринина), née le 13 mai 1971 est une coureuse cycliste soviétique puis russe.

## Palmarès sur route
- 1990
  - 2e du Tour de Cuba
- 1991
  - Tour de Colombie féminin
  - 4e étape du Tour de Cuba
  -  Médaillée de bronze du championnat du monde du contre-la-montre par équipes
- 1992
  -  Médaillée de bronze du championnat du monde du contre-la-montre par équipes